# Tiltott gráfok szerinti osztályozás
A matematika, azon belül a gráfelmélet területén számos gráfcsalád jellemezhető annak kikötésével, hogy mely véges számú egyedi gráf nem tartozik bele a családba – azokat a gráfokat is kizárva a családból, melyek az említett tiltott gráfokat (feszített) részgráfként vagy minorként tartalmazzák. A jelenség leggyakrabban említett példája a Kuratowski-tétel, ami szerint egy gráf akkor és csak akkor síkba rajzolható, ha nem tartalmazza a K5 teljes gráf vagy a K3,3 teljes páros gráf egyikét sem. A Kuratowski-tétel esetében a tartalmazás típusa gráfhomeomorfizmus, melyben egy gráf felosztása egy másik gráf részgráfjaként jelenik meg. Tehát minden gráfra igaz, hogy vagy síkba rajzolható (ekkor a síkgráfok családjába tartozik) vagy van olyan felosztása, ami az említett két gráfot részgráfként tartalmazza (és ekkor nem tartozik a síkgráfok közé).
Általánosabban, egy tiltott gráfok szerinti osztályozás egy gráf vagy hipergráf családjának oly módon történő meghatározása, melynek során a családba sorolt gráfokban tiltott részstruktúrákat sorolunk fel. Az egyes családokban különbözhet a „tiltott” fogalmának pontos meghatározása. Általánosan egy G struktúra akkor és csak akkor az {\displaystyle {\mathcal {F}}} család tagja, ha egy tiltott részstruktúra nem része G-nek. A  tiltott a következő opciók valamelyike lehet:
- részgráfok, az eredeti gráf csúcsainak és éleinek részhalmazai által alkotott gráfok;
- feszített részgráfok, az eredeti gráf csúcsainak részhalmazából, az eredetileg köztük lévő összes él meghagyásával (ahol az él mindkét végpontja a részhalmazon belül van) alkotott gráfok;
- homeomorf részgráfok (topologikus minorok), az eredeti gráfból 2 fokú csúcsot tartalmazó utak éllé alakításával;
- gráfminorok, az élek törlésével, összehúzásával, izolált csúcsok törlésével megkapható kisebb gráfok.

Az adott gráfcsaládban tiltott részstruktúrák halmazát az ahhoz a gráfcsaládhoz tartozó obstrukcióhalmaznak („akadályhalmaz”, obstruction set) nevezik.
Az obstrukcióhalmazok szerinti osztályozásokat felhasználják gráfok valamely gráfcsaládhoz való tartozásának eldöntésére szolgáló algoritmusokban. Sok esetben polinomiális idő alatt eldönthető, hogy egy gráf tartalmazza-e az obstrukcióhalmaz valamely elemét, és így beletartozik-e az obstrukcióhalmaz által meghatározott gráfcsaládba.
Ahhoz, hogy egy gráfcsaládnak létezhessen tiltott gráfok szerinti osztályozása, adott típusú részstruktúrával, a családnak zártnak kell lennie a részstruktúraképzés műveletére nézve. Más szavakkal, az adott típusú gráfcsalád tagjai minden részstruktúrájának is a családba tartozó gráfnak kell lennie. Ezzel ekvivalens módon, ha egy gráf nem tagja a családnak, akkor egyetlen, a gráfot részstruktúraként tartalmazó gráf sem lehet tagja a családnak. Ha ezek az állítások igazak, akkor minden esetben létezik akadályhalmaz (melynek viszont a részstruktúrái beletartoznak a családba). A részstruktúraképzés egyes megfogalmazásaiban az obstrukcióhalmaz végtelen is lehet. A Robertson–Seymour-tétel a gráfminorok esetére igazolja, hogy egy gráfminorképzésre nézve zárt gráfcsalád mindig véges obstrukciós halmazzal rendelkezik.

## Gráfok és hipergráfok tiltás alapú osztályozásai
| Család                                                                       | Tiltott gráfok                                                                 | Kapcsolat          | Referencia              |
| ---------------------------------------------------------------------------- | ------------------------------------------------------------------------------ | ------------------ | ----------------------- |
| Erdők                                                                        | hurokélek, párhuzamos élpárok és bármilyen hosszúságú körök                    | részgráf           | Definíció               |
| Erdők                                                                        | hurok (multigráfoknál) vagy K3 háromszög (egyszerű gráfoknál)                  | gráfminor          | Definíció               |
| Karommentes gráfok                                                           | K1,3 csillag                                                                   | feszített részgráf | Definíció               |
| összehasonlíthatósági gráfok                                                 |                                                                                | feszített részgráf |                         |
| Háromszögmentes gráfok                                                       | K3 háromszög                                                                   | feszített részgráf | Definíció               |
| Síkgráfok                                                                    | K5 és K3,3                                                                     | topologikus minor  | Kuratowski-tétel        |
| Síkgráfok                                                                    | K5 és K3,3                                                                     | gráfminor          | Wagner-tétel            |
| Külsíkgráfok                                                                 | K4 és K2,3                                                                     | gráfminor          | (Diestel 2000), p. 107  |
| 1-külsíkgráfok                                                               | öt tiltott minor                                                               | gráfminor          | (Auer et al. 2013)      |
| Fix génuszú gráfok                                                           | véges obstrukciós halmaz                                                       | gráfminor          | (Diestel 2000), p. 275  |
| Csúcsgráfok                                                                  | véges obstrukciós halmaz                                                       | gráfminor          | [ 3 ]                   |
| Láncmentesen beágyazható gráfok                                              | a Petersen-gráfcsalád                                                          | gráfminor          | [ 4 ]                   |
| Páros gráfok                                                                 | páratlan körök                                                                 | részgráf           | [ 5 ]                   |
| Húrgráfok                                                                    | ≥4 hosszúságú körök                                                            | feszített részgráf | [ 6 ]                   |
| Perfekt gráfok                                                               | ≥5 hosszúságú páratlan körök vagy komplementerük                               | feszített részgráf | [ 7 ]                   |
| Gráfok élgráfjai                                                             | kilenc tiltott részgráf (lásd a szócikkben)                                    | feszített részgráf | [ 8 ]                   |
| Kaktuszgráfok uniója                                                         | a K4 teljes gráfból egy él eltávolításával kapott gyémántgráf                  | gráfminor          | [ 9 ]                   |
| Létragráfok                                                                  | K2,3 és duálisa                                                                | topologikus minor  | [ 10 ]                  |
| Helly-féle ívgráfok                                                          |                                                                                | feszített részgráf | [ 11 ]                  |
| split gráfok                                                                 | {\displaystyle C_{4},C_{5},{\bar {C_{4}}}(=K_{2}+K_{2})}                       | feszített részgráf | [ 12 ]                  |
| Soros-párhuzamos gráf (favastagság ≤ 2 fafelbontás szélessége ≤ 2)           | K4                                                                             | gráfminor          | (Diestel 2000), p. 327  |
| favastagság ≤ 3                                                              | K5, oktaéder, ötszögalapú hasáb, Wagner-gráf                                   | gráfminor          | [ 13 ]                  |
| fafelbontás szélessége ≤ 3                                                   | K5, oktaéder, kocka, Wagner-gráf                                               | gráfminor          | [ 14 ]                  |
| Kográfok                                                                     | 4-csúcsú P4 útgráf                                                             | feszített részgráf | [ 15 ]                  |
| Triviálisan perfekt gráfok                                                   | 4-csúcsú P4 útgráf és 4-csúcsú C4 körgráf                                      | feszített részgráf | [ 16 ]                  |
| Küszöbgráfok                                                                 | 4-csúcsú P4 útgráf és 4-csúcsú C4 körgráf és utóbbi komplementer gráfja        | feszített részgráf | [ 16 ]                  |
| 3-uniform lineáris hipergráfok élgráfjai                                     | legalább 19 fokú tilos feszített részgráfok véges listája                      | feszített részgráf | [ 17 ]                  |
| k-uniform lineáris hipergráfok, k > 3                                        | tiltott feszített részgráfok véges listája; ezek élszáma legalább 2k2 − 3k + 1 | feszített részgráf | [ 18 ] [ 19 ]           |
| Egyetlen csúccsá ΔY-redukálható gráfok                                       | (1,2,3)-klikkösszegek véges, legalább 68 milliárd tagú listája                 | gráfminor          | [ 20 ]                  |
|                                                                              |                                                                                |                    |                         |
| Általános tételek                                                            |                                                                                |                    |                         |
|                                                                              |                                                                                |                    |                         |
| a feszített részgráfokra öröklődő tulajdonság által meghatározott gráfcsalád | egy (nem feltétlenül véges) obstrukciós halmaz                                 | feszített részgráf |                         |
| a minorokra öröklődő tulajdonság által meghatározott gráfcsalád              | véges obstrukciós halmaz                                                       | gráfminor          | Robertson–Seymour-tétel |

## Fordítás
- Ez a szócikk részben vagy egészben a Forbidden graph characterization című angol Wikipédia-szócikk ezen változatának fordításán alapul.  Az eredeti cikk szerkesztőit annak laptörténete sorolja fel. Ez a jelzés csupán a megfogalmazás eredetét és a szerzői jogokat jelzi, nem szolgál a cikkben szereplő információk forrásmegjelöléseként.